# Jan Frans de Lantsheere
Jan Frans de Lantsheere (Overmere, 24 maart 1722 - Opwijk, 22 juli 1781) was een burggraaf uit de Oostenrijkse Nederlanden.
Hij was de zoon van burggraaf Jan Frans de Lantsheere (brouwer te Overmere) en Elisabeth Remeeus.
In 1743 werd hij griffier van Opwijk
Op 12 juni 1744 huwde hij te Opwijk met Jeanne Marie Heyvaert. In datzelfde jaar kocht hij de Borcht, traditioneel de woonst van de griffier van Opwijk.

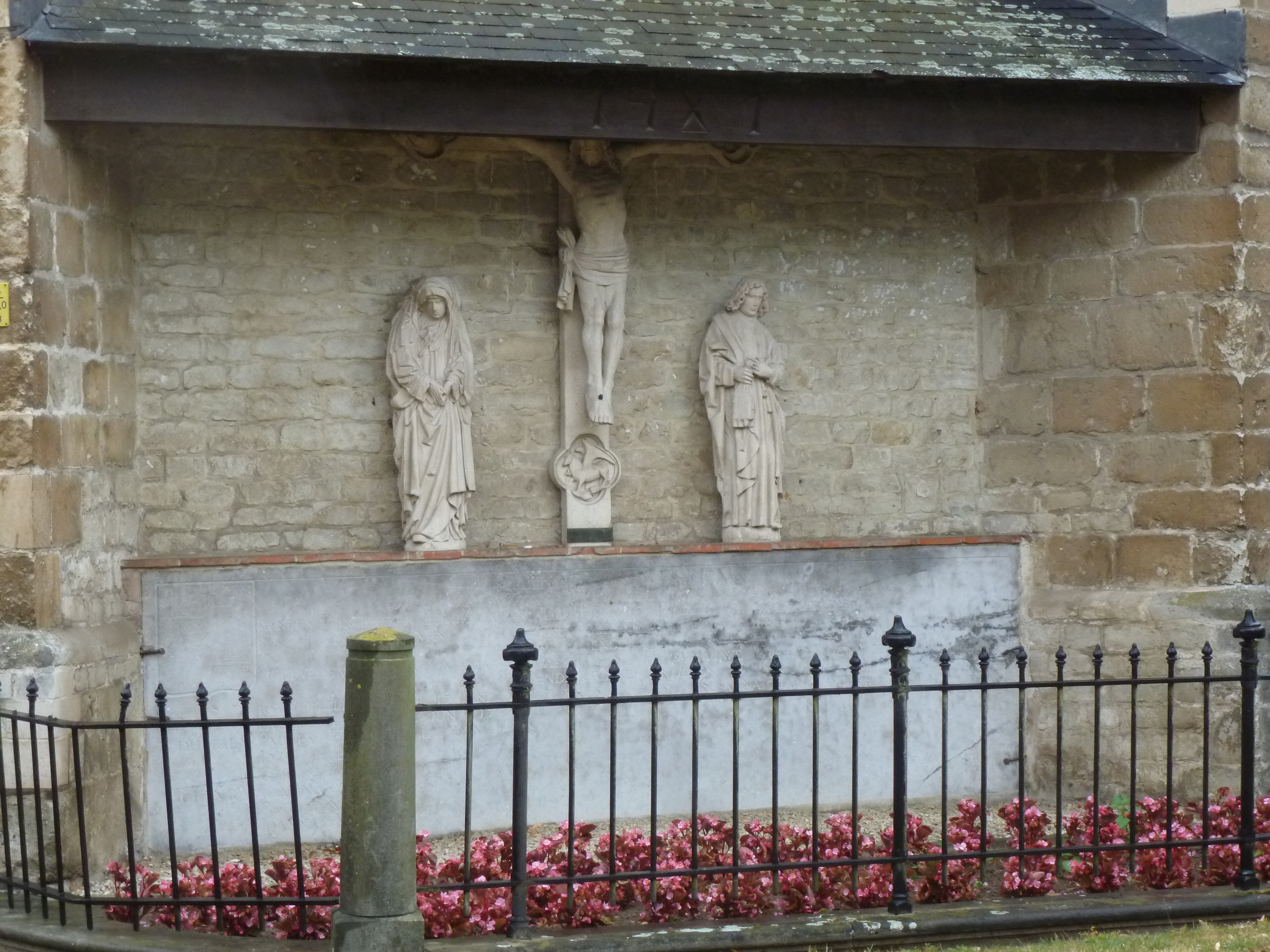
Familiegrafkelder van Jan Frans de Lantsheere, zijn echtgenote en hun kinderen

In 1763 werd hij ook griffier van Lebbeke en in 1773 werd hij bovendien griffier van het Leenhof van Dendermonde. Dit alles tot aan zijn dood.
Hij ligt begraven te Opwijk in een grafmonument tegen de zuidgevel van de Sint-Pauluskerk, opgericht voor hem, zijn echtgenote en hun kinderen.